# باشگاه فوتبال باراکالدو
باشگاه فوتبال باراکالدو (انگلیسی: Barakaldo CF) یک باشگاه فوتبال مستقر در باراکالدو،
سرزمین باسک، اسپانیا است که در حال حاضر در پریمرا فدراسیون، سومین سطح لیگ فوتبال در این کشور به فعالیت می‌پردازد.
این تیم در سال ۱۹۱۷ تأسیس شد و مسابقات خانگی را در ورزشگاه لاسساره برگزار می‌کند که ظرفیت ۷۹۶۰ نفر ظرفیت دارد.

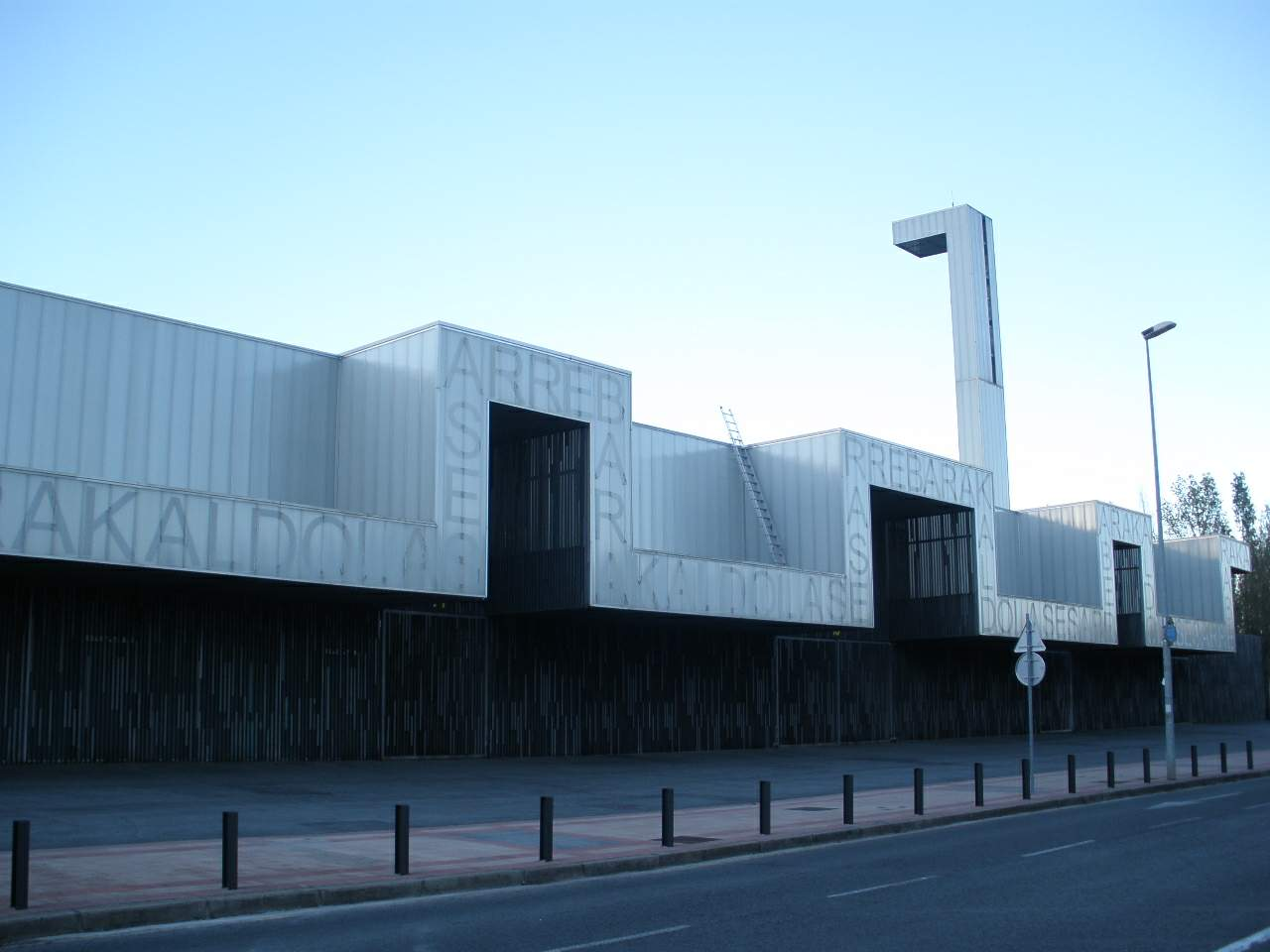
ورزشگاه لاسساره

## تاریخچه

### سال‌های اولیه
باراکالدو فصل ۱۹۱۸–۱۹۱۹ را در سطح سی مسابقات قهرمانی منطقه ای بازی کرد و بدون باخت در طول فصل قهرمان شد و به سطح بی ارتقا یافت.

### دهه ۴۰
باراکالدو در فصل ۴۵–۱۹۴۴ جایگاه خود را در دسته دوم از دست داد، اما در فصل ۴۶–۱۹۴۵ باشگاه به سگوندا دیویسیون بازگشت. با این وجود، فصل بعدی ۴۷–۱۹۴۶ برای باشگاه موفقیت‌آمیز نبود. در بین ۱۴ تیم در رده یازدهم قرار گرفت و تنها یک امتیاز با آخرین رده‌بندی فاصله داشت. در فصل بعدی، باراکالدو جایگاه خود را بهبود بخشید و نهم شد.

#### افتتاح قفس
در تاریخ ۲۸ نوامبر ۱۹۴۸، باراکالدو در برابر باشگاه فوتبال ژیرونا بازی کرد و در آن روز «قفس» یا «تونل» خروج بازیکنان از زیر سکو به زمین بازی در ورزشگاه لاسساره قدیمی افتتاح شد. پیش از این، بازیکنان از کناره‌های سکو خارج می‌شدند. به‌ویژه در همین تاریخ، بازیکنان با شماره‌هایی بر پشت پیراهن خود ظاهر شدند که این نوآوری از قبل اعلام شده بود و به‌طور رسمی الزامی شد.

#### مسابقات بین‌المللی
در سال ۱۹۴۹، باراکالدو به برگزاری مسابقات بین‌المللی پرداخت و باشگاه‌های فرانسوی تولوز و لِه‌آور به ورزشگاه لاسساره آمدند. مدتی بعد، باراکالدو نخستین بازیکن خارجی خود، فرانسوا برون، را جذب کرد.

### دهه ۵۰

#### قهرمانی جوانان
در سال ۱۹۵۲، در ماه مه، تیم جوانان باراکالدو، نماینده شرکت آل‌توس اورنوس دِ بیسکایا، قهرمان شد و بازیکنانی چون ادو، چولو، اورکیگا، لاربورو، مانولین، فلورس، پنا، اوسیو، آلونزو و گورستیسا در این پیروزی نقش داشتند.

### دهه ۶۰

#### پنجاهمین سالگرد
در سال ۱۹۶۷، باراکالدو پنجاهمین سالگرد تأسیس خود را جشن گرفت. با ریاست خوزه کروز اچه‌واریا لاسترا، این مراسم با اهدا نشان‌های طلا به چندین رئیس پیشین و بازیکنان باشگاه برگزار شد.

### دهه ۷۰

#### صعود به دسته دوم
باراکالدو بین دسته‌های دوم و سوم جابجا شده و یکی از فصل‌های برجسته آن فصل ۱۹۷۷–۷۸ بود که تیم در لا لیگا ۲ چهارم شد و تنها از باشگاه فوتبال رئال زاراگوزا، اوئلوا و سلتا عقب‌تر بود و به صعود به لا لیگا که همیشه از آن محروم بوده است نزدیک شد. مربی آن تیم فرناندز مورا بود. بعداً و با طراحی سگوندا دیویسیون بی، این دسته به پر تداوم‌ترین دسته برای باراکالدو تبدیل شد و اکنون یکی از باشگاه‌های باتجربه در این دسته است.

### تخریب و بازسازی لاسساره
در تاریخ معاصر باشگاه، تخریب ملک قدیمی ورزشگاه لاسساره در سال ۲۰۰۰ قابل توجه است، که پس از آن، باشگاه تقریباً سه فصل را در ورزشگاه سن وینسنت بازی کرد.
پس از ساخت ورزشگاه لاسساره جدید، این ورزشگاه در تاریخ ۲۰ نوامبر ۲۰۰۳، در یک بازی دوستانه بین باراکالدو و باشگاه فوتبال اتلتیک بیلبائو به‌طور رسمی افتتاح شد. این ورزشگاه جدید با ظرفیت ۷۹۶۰ تماشاگر، اثر معمار ادواردو آرویو مونیوز بود.
در اطراف زمین لاسساره، میدان باراکالدو کلوب دِ فوتبال واقع شده است که با ساختمان‌های مسکونی خیابان‌های مانوئل تراویسو، فاندریا، مدرسه هنر و صنایع دستی و پیاده‌رو راه‌آهن احاطه شده است. این میدان که توسط معمار خوان لینازاسورو طراحی شده بود، در تاریخ ۲۲ نوامبر ۲۰۰۷ افتتاح شد و مقامات عالی‌رتبه بیلبائو مانند شهردار باراکالدو و مدیران باشگاه به همراه برخی اعضای تیم در آن حضور داشتند.

### رویال کاپ در برابر والنسیا
پس از استراحت در دور اول و حذف هوراکان والنسیا با نتیجه ۱–۰ (با گلزنی آلین آرویو ۱۶ دقیقه)، باراکالدو در این سال در رویال کاپ به موفقیت رسید و به مرحله ۱/۱۶ نهایی مقابل باشگاه فوتبال والنسیا رسید. بازی رفت در تاریخ ۲ دسامبر برگزار شد و باراکالدو که توسط دیوید موویلا هدایت می‌شد، با نتیجه ۱–۳ شکست خورد. گل باراکالدو توسط آلین آرویو (دقیقه ۱۵) به ثمر رسید. فراتر از نتیجه، باراکالدو در یک بازی بسیار دیدنی عملکرد خوبی داشت و با اشتیاق به بازی برگشت در ورزشگاه مستایا پرداخت. بازی برگشت با نتیجه ۲–۰ به نفع تیم گری نویل به پایان رسید و والنسیا به مرحله یک‌هشتم نهایی صعود کرد.

### سالگرد صدسالگی
مسئولان باشگاه برای یک جشن صد سالگی ویژه نیاز به لوگوی ویژه‌ای داشتند و از میان تمام لوگوهای انتخاب شده، کمیسیون صدسالگی و هیئت مدیره آن فصل تصمیم به انتخاب لوگوی سوزانا رودریگز بیاتو گرفتند. سوزانا عضوی از شرکت بابی‌راش کریتیو است.

## نام‌های باشگاه
- "باشگاه فوتبال باراکالدو" - "(۱۹۱۷–۱۹۴۲)"
- "باراکالدو اوریامندی" - "(۱۹۴۰–۴۳)"
- "باراکالدو آلتوس اورنوس" - "(۱۹۴۳–۱۹۷۱)"

## ترکیب کنونی
تا تاریخ ۱ مارس ۲۰۲۴
| شماره |         | پست       | بازیکن                                                 |
| ----- | ------- | --------- | ------------------------------------------------------ |
| ۱     | اسپانیا | دروازه‌بان | جان تنا                                                |
| ۲     | اسپانیا | مدافع     | بنیات د خسوس (قرضی از باشگاه فوتبال اتلتیک بیلبائو بی) |
| ۳     | اسپانیا | مدافع     | بورخا گارسیا سانتاماریا                                |
| ۴     | اسپانیا | هافبک     | جان گزتانیاگا                                          |
| ۵     | اسپانیا | هافبک     | اکاتیز مولینا                                          |
| ۷     | اسپانیا | مهاجم     | ایکر پدرنالس                                           |
| ۸     | اسپانیا | هافبک     | خولن هویدوبرو                                          |
| ۹     | اسپانیا | مهاجم     | ژابی کورتزون                                           |
| ۱۰    | اسپانیا | مدافع     | ایمانول توره                                           |
| ۱۱    | اسپانیا | مهاجم     | اندیکا بویان                                           |
| ۱۲    | اسپانیا | مدافع     | مرکل آرتتکسه                                           |

| شماره |         | پست       | بازیکن            |
| ----- | ------- | --------- | ----------------- |
| ۱۳    | اسپانیا | دروازه‌بان | اونای پرز         |
| ۱۴    | اسپانیا | هافبک     | اورکی تسوپرنا     |
| ۱۵    | اسپانیا | هافبک     | الخاندور سانز     |
| ۱۶    | اسپانیا | مدافع     | اویر لوپز         |
| ۱۷    | اسپانیا | مهاجم     | آندر فرناندز      |
| ۱۸    | اسپانیا | مهاجم     | پابلو سانتیاگو    |
| ۱۹    | اسپانیا | مهاجم     | ویکتور ایسوسکیزا  |
| ۲۰    | اسپانیا | مهاجم     | اینییگو اوروزکو   |
| ۲۱    | اسپانیا | مدافع     | ایمار ساگاستیبلزا |
| ۲۲    | اسپانیا | مدافع     | آندر لاکا         |

## بازیکنان مطرح
نکته: این فهرست شامل بازیکنانی می‌شود که حداقل صد بازی برای این باشگاه انجام داده‌اند یا تجربه در رده‌های مختلف ملی داشته‌اند.
- سرافین ایدو
- پابلیتو بارکوس
- آگوستین سائوتو آرانا
- گرمن بلتران
- لوئیس ماریا اچیبریا
- خاویر اسکالزا
- رائول گارسیا
- گی‌یرمو گوروستیزا
- یسو ایگلسیاس
- ونسیو پرز
- مانوئل سارابیا
- تلمو زارا

## سرمربیان مطرح
- خوزه ماریا امورورتو
- کارملو سدرون
- انیگو لیسرانزو
- خوزه مانوئل اسنال
- اوزوبیو ریوس[۷]